# Семененко, Пётр
Пётр Адольф Александр Семененко (пол. Piotr Adolf Aleksander Semenenko; 29 июня 1814, село Дзенчёлово, Царство Польское — 18 ноября 1886, Париж, Франция) — польский католический деятель, священнослужитель, писатель, философ, поэт, теолог, один из основателей и первый генеральный настоятель монашеской Конгрегации Воскресения Господня, слуга Божий.

## Биография
Пётр Семененко родился 29 июня 1814 года в селе Дзенчёлово в 50 километрах от Белостока в многодетной семье землевладельца. Отец Петра был украинцем, в раннем детстве он осиротел и служил пажом при царском дворе в Санкт-Петербурге. Из-за отсутствия родителей ребёнок был крещён в католической церкви святого Лаврентия в Долистове.
В 1830 году, в возрасте 16 лет, Пётр Семененко участвовал в Польском восстании (1830) ноябрьском восстании в артиллерийском корпусе генералов Антония Гелгуда и Дезидерия Хлоповского. В 1831 году корпус, в котором служил Пётр Семененко, передислоцировался в Восточную Пруссию, откуда Пётр нелегально эмигрировал во Францию, где он присоединился к Демократическому польскому содружеству. В это время стал публиковаться в крайне левых газетах. Его первые статьи были опубликованы на польском языке издании Демократического польского содружества «Postęp». Жил в Шато, где начал писать стихотворения, потом обучался в Риме и Париже.
В 1832 году в Париже Пётр Семененко познакомился с Богданом Яньским, который пригласил его в свою общину под названием «Дом Яньского», после чего он вернулся в Католическую церковь.
После ранней смерти Богдана Яньского в 1840 году, Пётр Семененко был избран руководителем и духовным лидером общины. 5 декабря 1841 года он был рукоположён в священника. В 1842 году он написал первый Устав общества. На протяжении долгого времени (1842—1845 гг., 1873—1886 гг.) исполнял должность генерального настоятеля общины, основанной Богданом Яньским.
В 1886 году Пётр Семененко основал в Риме Папский польский коллегиум, который закончили многие известные польские священнослужители. В это же время служил при Святом Престоле советником конгрегации вероучения, преподавал в Папской Академии, участвовал в основании женских монашеских конгрегаций Непорочного Зачатия Пресвятой Девы Марии, Воскресения Господня, Святого Феликса Третьего Регулярного Ордена Святого Франциска.
18 ноября 1886 года Пётр Семененко скончался в Париже. Был похоронен в церкви при доме монашеского ордена Воскресения Господня в Риме (Via San Sebastianello, 11).

## Прославление
После II Мировой войны начался процесс беатификации Петра Семененко.

## Сочинения
Основные сочинения:
- P. Semenenko, Przeciwko cerkwi rossyjskiéj: prawda o Koṡciele Bożym i o koṡciele rossyjskim ("Против российской церкви: правда о Божией Церкви и российской церкви).
- P. Semenenko, Quid Papa et quid est Episcopatus ex aeterna ac divina ratione necnon quae eorum partes in Ecclesiae infallibili magisterio, Rzym — Paryż 1870.
- P. Semenenko, Kazania, t. I—IV, Kraków 1923.
- P. Semenenko, O Papieżu, Kraków 2006, w serii: Książnica Zeszytów Historyczno-Teologicznych Collegium Resurrectianum, tom 2, stron XXVIII+384, przełożył z j. łac. i fr. oraz opr. M. Karas.
- O pokusach, Kraków 2001 (www.alleluja.katolik.pl);
- Kazania na adwent i Boże Narodzenie, Warszawa 2000;
- Kazania o męce i śmierci Pana Jezusa, Warszawa 2001;
- Logika, Kraków 2004, w serii: Książnica Zeszytów Historyczno-Teologicznych;
- O Najświętszym Sakramencie, Kraków 2005;
- O modlitwie, Kraków 2006 (www.alleluja.katolik.pl);
- Wyimki ascetyczne, Kraków 2007 (www.alleluja.katolik.pl);
- Mistyka, Poznań 2009
- P. Semenenko, Comme la lumière qui éclaire le monde: Sermons sur la foi et la résurrection, introduction et traduction française, Roma, 2012 (недоступная ссылка)  (недоступная ссылка с 21-05-2013 [4467 дней]).

## Источник
- Bolesław Micewski, Piotr Semenenko, w: Polski Słownik Biograficzny, tom XXXVI, 1995